# Lightning (коннектор)
Apple Lightning — восьмиконтактный разъём, используемый с 2012 года в портативной технике Apple: смартфонах, планшетах, медиаплеерах и т. п. Этот разъём считается более компактной заменой ранее использовавшегося компанией тридцатиконтактного разъёма, а позже — и разъёма TRS для подключения наушников.
Разъём используется во всех смартфонах Apple, начиная с iPhone 5 и заканчивая iPhone 14; в планшетах начиная с iPad Mini и заканчивая iPad Pro (2-го поколения); в беспроводных наушниках начиная с AirPods и заканчивая AirPods Pro (2-го поколения), а также во всех медиаплеерах начиная с iPod nano.
Недостатки:
Apple Lightning передаёт только цифровые сигналы, тогда как предыдущий разъём передавал несколько аналоговых сигналов. 
Преимущества:
В отличие от тридцатиконтактного разъёма, вставляется в устройство любой стороной.

## История Lightning
Lightning был представлен во время специального мероприятия Apple для СМИ 12 сентября 2012 года. 25 ноября 2012 года компания Apple приобрела торговую марку «Lightning» в Европе у компании Harley-Davidson. Apple получила частичную передачу товарного знака «Lightning», что говорит о том, что Harley-Davidson, вероятно, сохранила права на использование этого названия для продукции, связанной с мотоциклами. Apple является единственным владельцем товарного знака и авторских прав на дизайн и технические характеристики разъема Lightning.
iPad Pro, выпущенный в 2015 году, оснащен первым разъемом Lightning с поддержкой USB 3.0. Единственным аксессуаром, поддерживающим USB 3.0, является новый адаптер для камеры. Обычные кабели USB-A — Lightning по-прежнему поддерживают USB 2.0.

В сентябре 2016 года были представлены смартфоны iPhone 7 и iPhone 7 Plus, использующие разъём Lightning для подключения проводных наушников.

Apple Lightning разъём

30 октября 2018 года компания Apple объявила, что в новой линейке моделей iPad Pro вместо Lightning будет использоваться USB-C.
В январе 2020 года Европейская комиссия предложила законы по стандартизации портов зарядных устройств. В сентябре 2021 года ЕС внес предложение, согласно которому все производители смартфонов должны будут использовать USB Type-C, чтобы отреагировать на недовольство потребителей ЕС по поводу необходимости покупать дополнительные зарядные устройства и возникающих в результате этого электронных отходов. Многие утверждают, что это правило больше всего затронет Apple. Apple выразила обеспокоенность тем, что это «нанесет ущерб потребителям в Европе и во всем мире».

## Адаптеры

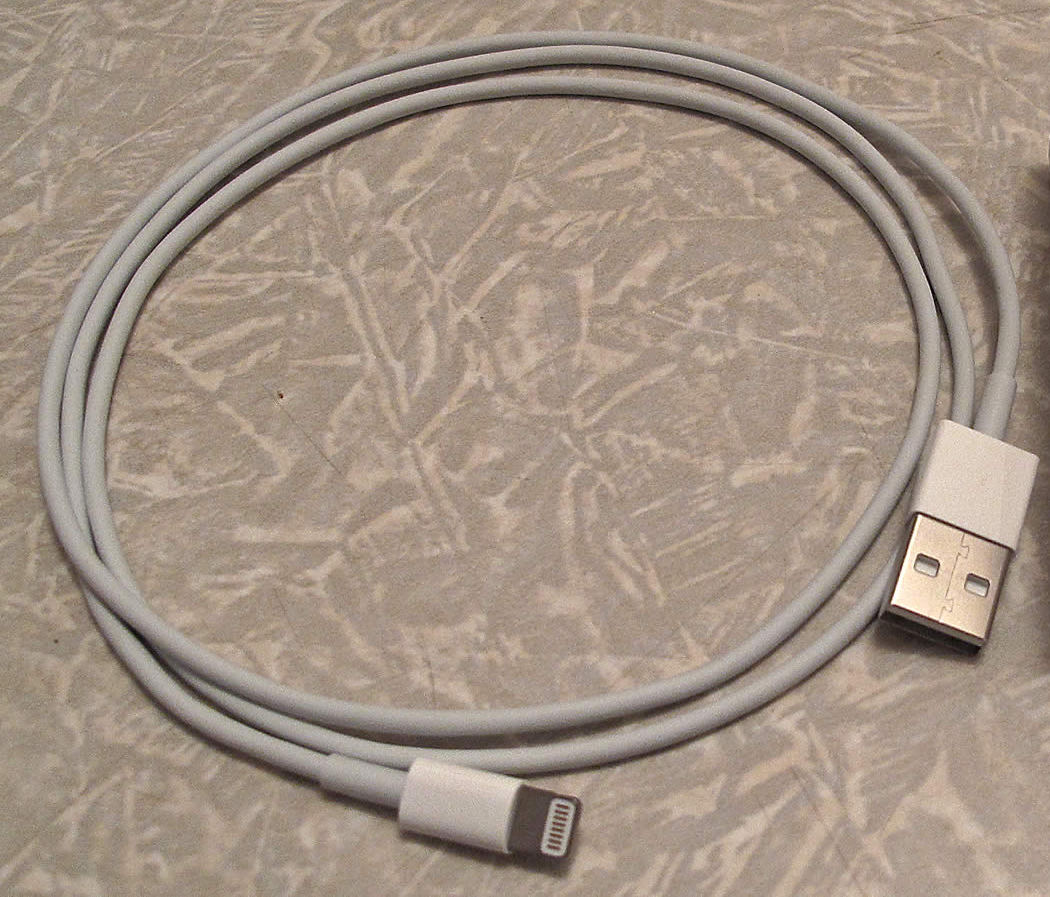
Кабель, позволяющий подключать устройства с Apple Lightning к компьютерам с USB-интерфейсом (MD818)

Кроме кабелей с разъёмами Lightning (с одного конца) и USB (с другого конца), существуют адаптеры Lightning с microUSB, которые предназначены для подключения устройств с разъёмом Lightning (iPhone 5, iPod Touch 5-го поколения, iPod nano седьмого поколения, а также в планшетах iPad 4 и iPad mini) к microUSB-кабелям для синхронизации содержимого и подзарядки аккумуляторов устройств. Выпущены переходники из Lightning в VGA и HDMI.
В сентябре 2016 года выпущен переходник с Lightning на классический TRS minijack 3,5 мм для подключения наушников по цене около 10 долларов. Данный переходник входит в комплект поставки iPhone 7/Plus, iPhone 8/Plus/X и совместим с любым устройством Apple с разъёмом Lightning и установленной операционной системой iOS 10 или новее.
Размеры разъёма — 6,7 мм на 1,5 мм.

## Влияние
Lightning — один из первых популярных разъёмов, которые можно вставлять любой стороной. Вслед за ним были разработаны и другие сходные двухсторонние (реверсируемые) разъёмы, например, USB Type-C в семействе USB.